# Алдинци
 Тази статия е за селото в Торбешията.  За селото в Крушевско вижте Алданци.  
Алдинци или Алданци (на македонска литературна норма: Алдинци; на албански: Aldinca) е село в община Студеничани на Северна Македония.

## География
Селото се намира в областта Торбешия високо в северните склонове на Голешница по горното течение на Кадина река.

## История
В XIX век Алдинци е село в Скопска каза на Османската империя. Според статистиката на Васил Кънчов от 1900 година Алдинци (Алданци) е населявано от 110 арнаути мохамедани.
След Междусъюзническата война в 1913 година селото попада в Сърбия.
На етническата си карта от 1927 година Леонард Шулце Йена показва Адинце (Aldince) като албанско село.
На етническата си карта на Северозападна Македония в 1929 година Афанасий Селишчев отбелязва Алдинце като албанско село.
Според преброяването от 2002 година селото има 3 жители албанци.